# NGC 1664
NGC 1664 is een open sterrenhoop in het sterrenbeeld Voerman. Het hemelobject werd op 24 oktober 1786 ontdekt door de Duits-Britse astronoom William Herschel. Hedendaagse amateurastronomen en astrofotografen vergelijken de merkwaardige vorm van deze open sterrenhoop met de vorm van een vlieger. Aldus kreeg het object NGC 1664 de bijnaam Kite cluster (Vlieger groep).

## Synoniemen
- OCL 411